# هاري إس بارلو
هاري إس بارلو (بالإنجليزية: Harry S. Barlow)‏ مواليد 05 أبريل 1860 في هامرسميث - الوفاة 16 يوليو 1917 في لندن، كان لاعب كرة مضرب بريطاني بدأ مسيرته كمحترف سنة 1883، اعتزل اللعب في 1900. كما أنه أحد أبطال الجراند سلام.

## بطولات حققها
- بطولة ويمبلدون

## النهائيات

### الزوجي (الألقاب 1, الوصافة 2)
| الحصيلة | السنة | البطولة        | الشريك     | المنافس في النهائي          | النتيجة في النهائي      |
| ------- | ----- | -------------- | ---------- | --------------------------- | ----------------------- |
| الفوز   | 1892  | بطولة ويمبلدون | إرنست لويس | هربرت باديلي ويلفريد باديلي | 4–6, 6–2, 8–6, 6–4      |
| الوصافة | 1893  | بطولة ويمبلدون | إرنست لويس | جوشوا بيم فرانك ستوكر       | 6–4, 3–6, 1–6, 6–2, 0–6 |
| الوصافة | 1894  | بطولة ويمبلدون | إرنست لويس | هربرت باديلي ويلفريد باديلي | 7–5, 5–7, 6–4, 3–6, 6–8 |

## روابط خارجية
- هاري إس بارلو على موقع رابطة محترفي التنس (الإنجليزية)
- هاري إس بارلو على موقع أرشيف التنس.كوم (الإنجليزية)